# Tituly a vyznamenání Vladimira Nikolajeviče Alexejeva
Vladimir Niklajevič Alexejev, sovětský admirál a Hrdina Sovětského svazu, obdržel během svého života řadu sovětských i zahraničních řádů a medailí.

## Vyznamenání

### Sovětská a ruská vyznamenání

#### Čestné tituly
- Hrdina Sovětského svazu – 1944[1]

#### Řády
- Leninův řád – 1944[1]
- Řád Říjnové revoluce – 1974[2]
- Řád rudého praporu – 1944,[3] 1944,[4] 1944,[5] 1953[2] a 1968[6]
- Řád vlastenecké války I. třídy – 1945[7] a 1985[2]
- Řád rudé hvězdy – 1948[2]
- Řád za službu vlasti v ozbrojených silách SSSR III. třídy – 1975[2]

#### Medaile
- Medaile Za bojové zásluhy – 1944[8]
- Medaile 100. výročí narození Vladimira Iljiče Lenina
- Medaile Za zásluhy při obraně státní hranice SSSR
- Medaile Za obranu sovětské polární oblasti
- Medaile za vítězství nad Německem ve Velké vlastenecké válce 1941–1945
- Jubilejní medaile 20. výročí vítězství ve Velké vlastenecké válce 1941–1945
- Jubilejní medaile 30. výročí vítězství ve Velké vlastenecké válce 1941–1945
- Jubilejní medaile 40. výročí vítězství ve Velké vlastenecké válce 1941–1945
- Jubilejní medaile 50. výročí vítězství ve Velké vlastenecké válce 1941–1945
- Medaile Žukova
- Jubilejní medaile 300 let ruského námořnictva
- Pamětní medaile 850. výročí Moskvy
- Medaile Veterán ozbrojených sil SSSR
- Medaile Za upevňování bojového přátelství
- Medaile Za rozvoj celiny
- Medaile 30. výročí sovětské armády a námořnictva
- Medaile 40. výročí Ozbrojených sil SSSR
- Medaile 50. výročí Ozbrojených sil SSSR
- Medaile 60. výročí Ozbrojených sil SSSR
- Medaile 70. výročí Ozbrojených sil SSSR

### Zahraniční vyznamenání
- Řád republiky – Egypt, 1956[2]
- komtur Řádu znovuzrozeného Polska – Polsko, 1962[2]
- Řád národního praporu II. třídy – Severní Korea, 1970[2]
- Vlastenecký záslužný řád ve zlatě – Východní Německo, 1985[2]